# Medalla del Cercle d'Escriptors Cinematogràfics al millor director
La medalla del Cercle d'Escriptors Cinematogràfics al millor director és un guardó cinematogràfic espanyol que ve concedint des de 1946 el Cercle d'Escriptors Cinematogràfics (CEC) al qual considera millor director de l'any en una pel·lícula espanyola. El primer premi va ser lliurat el 7 de juliol de 1946 en el Cine Gran Vía de Madrid. El trofeu és una senzilla medalla de bronze dissenyada per José González de Ubieta que no va acompanyada de dotació econòmica. És un dels premis del seu tipus més antics d'Espanya, si bé va travessar una crisi durant la dècada de 1980 que va fer que no es concedís durant cinc anys consecutius.
A continuació s'ofereixen diverses taules que contenen un llistat de les pel·lícules guanyadores. En la casella de l'esquerra s'indica l'any en què va ser concedit el premi, que sol ser el següent a aquell en el qual es van estrenar els films. Després s'indica el nom del guanyador. Va haver-hi cinc anys en què el CEC no va concedir premis, i així s'indica en aquesta casella. Es tracta de 1986 a 1990, quan va semblar que l'esdeveniment anava a desaparèixer definitivament. En 1981 sí que va haver-hi lliurament de premis però el de millor director va ser declarat desert. En la tercera casella s'informa del títol de la pel·lícula que va donar lloc al guardó. Finalment, quan es disposa de la informació, s'indiquen els noms dels altres directors candidats o finalistes al premi.

## Anys 1940

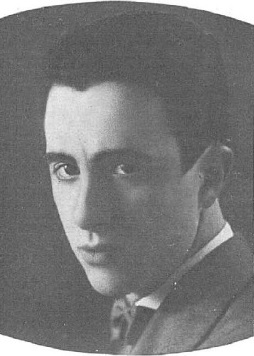
Juan de Orduña.

| Any  | Guanyador                  | Pel·lícula               | Notes                  |
| ---- | -------------------------- | ------------------------ | ---------------------- |
| 1946 | Antonio Román              | Los últimos de Filipinas | [ 2 ]                  |
| 1947 | Juan de Orduña             | Un drama nuevo           | [ 3 ]                  |
| 1948 | José Luis Sáenz de Heredia | Mariona Rebull           | [ nota 1 ] [ 4 ] [ 5 ] |
| 1949 | Rafael Gil                 | Mare Nostrum             | [ 6 ]                  |

## Anys 1950
| Any  | Guanyador                  | Pel·lícula               | Notes  |
| ---- | -------------------------- | ------------------------ | ------ |
| 1950 | José Luis Sáenz de Heredia | La mies es mucha         | [ 7 ]  |
| 1951 | José Luis Sáenz de Heredia | Don Juan                 | [ 8 ]  |
| 1952 | José Antonio Nieves Conde  | Surcos Balarrasa         | [ 9 ]  |
| 1953 | José Luis Sáenz de Heredia | Los ojos dejan huellas   | [ 10 ] |
| 1954 | Luis Lucia                 | Jeromín                  | [ 11 ] |
| 1955 | César Fernández Ardavín    | ¿Crimen imposible?       | [ 12 ] |
| 1956 | Ladislao Vajda             | Marcelino, pan y vino    | [ 13 ] |
| 1957 | Ladislao Vajda             | Tarde de toros           | [ 14 ] |
| 1958 | César Fernández Ardavín    | ... Y eligió el infierno | [ 15 ] |
| 1959 | Julio Coll                 | Distrito Quinto          | [ 16 ] |

## Anys 1960

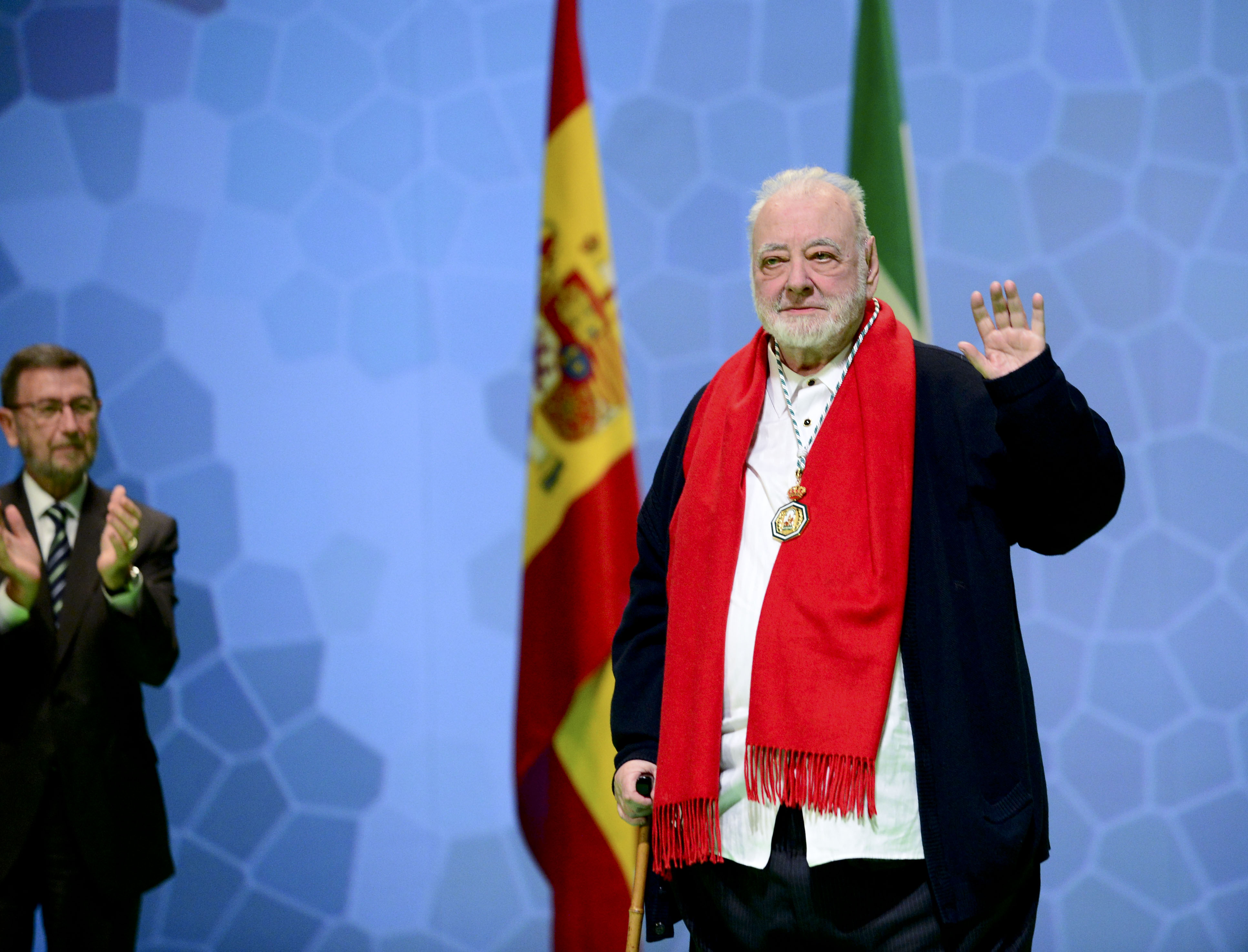
Miguel Picazo —en imatge de 2016— va guanyar dos premis en la dècada; el primer per la important La tía Tula.

| Any  | Guanyador                 | Pel·lícula                    | Notes  |
| ---- | ------------------------- | ----------------------------- | ------ |
| 1960 | César Fernández Ardavín   | El Lazarillo de Tormes        | [ 17 ] |
| 1961 | Luis Lucia                | El príncipe encadenado        | [ 18 ] |
| 1962 | Luis García Berlanga      | Plácido                       | [ 19 ] |
| 1963 | Julio Coll                | Ensayo general para la muerte | [ 20 ] |
| 1964 | José Antonio Nieves Conde | El diablo también llora       | [ 21 ] |
| 1965 | Miguel Picazo             | La tía Tula                   | [ 22 ] |
| 1966 | Antonio Isasi-Isasmendi   | Estambul 65                   | [ 23 ] |
| 1967 | Angelino Fons             | La busca                      | [ 24 ] |
| 1968 | Miguel Picazo             | Oscuros sueños de agosto      | [ 25 ] |
| 1969 | Antonio Isasi-Isasmendi   | Las Vegas, 500 millones       | [ 26 ] |

## Anys 1970

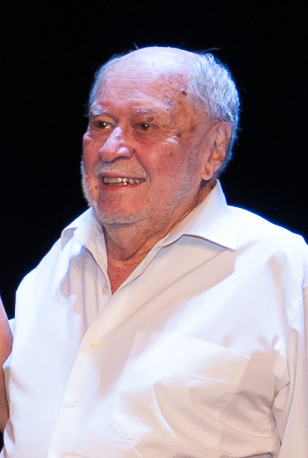
Jaime de Armiñán va guanyar la medalla per Mi querida señorita.

| Any  | Guanyador               | Pel·lícula                          | Notes  |
| ---- | ----------------------- | ----------------------------------- | ------ |
| 1970 | Carlos Saura            | La madriguera                       | [ 27 ] |
| 1971 | Luis Buñuel             | Tristana                            | [ 28 ] |
| 1972 | Jaime de Armiñán        | Mi querida señorita                 | [ 29 ] |
| 1973 | Antonio Isasi-Isasmendi | Un verano para matar                | [ 30 ] |
| 1974 | Víctor Erice            | El espíritu de la colmena           | [ 31 ] |
| 1975 | Jordi Grau i Solà       | No profanar el sueño de los muertos | [ 32 ] |
| 1976 | José Luis Borau         | Furtivos                            | [ 33 ] |
| 1977 | Carlos Saura            | Cría cuervos                        | [ 34 ] |
| 1978 | Carlos Saura            | Elisa, vida mía                     | [ 35 ] |
| 1979 | Luis Buñuel             | Ese oscuro objeto del deseo         | [ 36 ] |

## Anys 1980

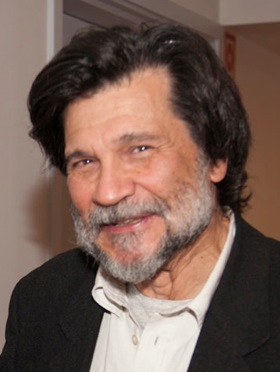
Víctor Erice va obtenir la seva segona medalla per El sur.

| Any  | Guanyador         | Pel·lícula     | Notes  |
| ---- | ----------------- | -------------- | ------ |
| 1980 | José Luis Borau   | La Sabina      | [ 37 ] |
| 1981 | Desert            |                | [ 38 ] |
| 1982 | Manuel Summers    | Ángeles gordos | [ 39 ] |
| 1983 | Mario Camus       | La colmena     | [ 40 ] |
| 1984 | Carlos Saura      | Carmen         | [ 41 ] |
| 1985 | Víctor Erice      | El sur         | [ 42 ] |
| 1986 | No es va convocar |                | [ 43 ] |
| 1987 | No es va convocar |                | [ 44 ] |
| 1988 | No es va convocar |                | [ 45 ] |
| 1989 | No es va convocar |                | [ 46 ] |

## Anys 1990

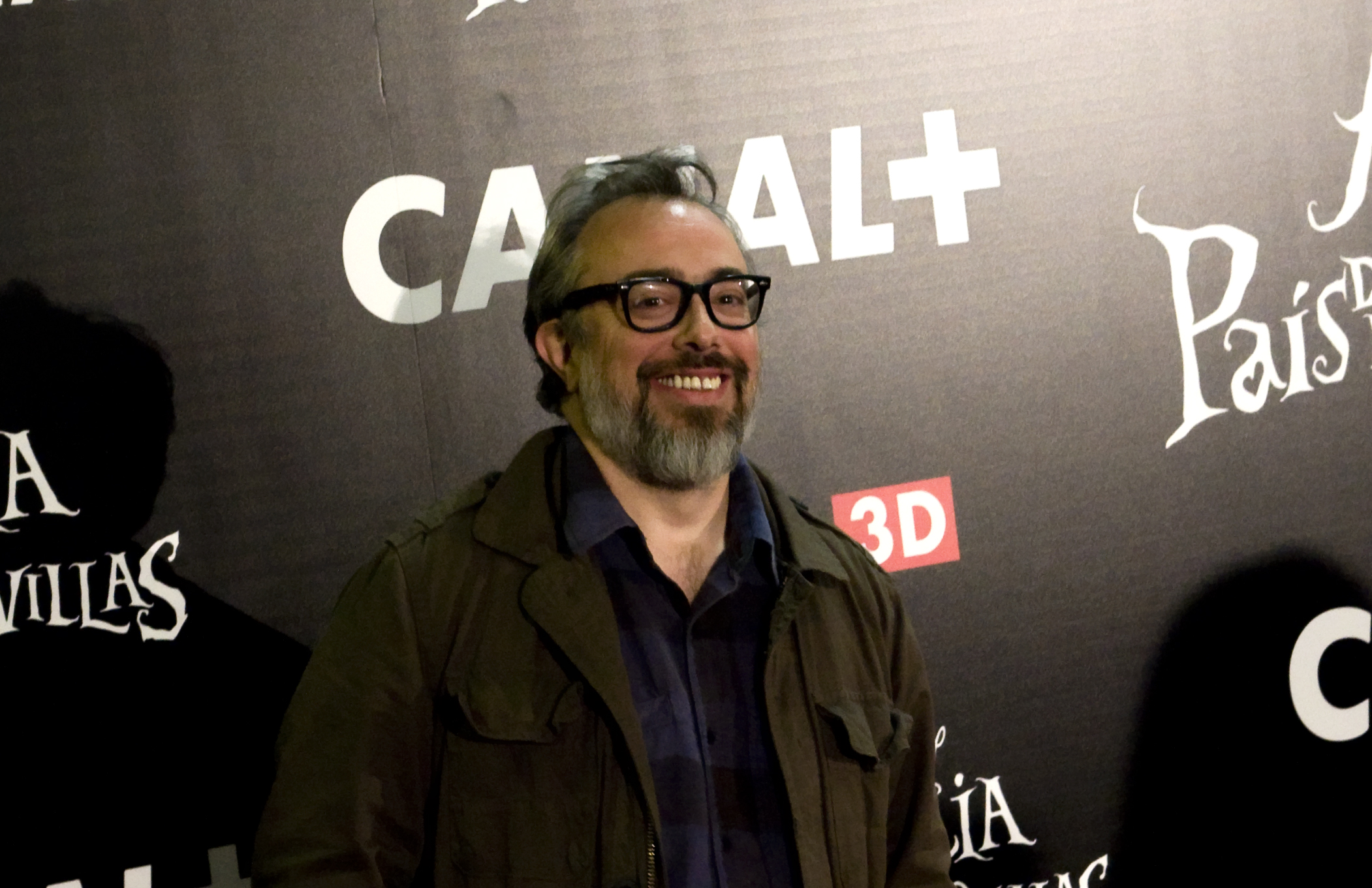
Álex de la Iglesia va guanyar la medalla per la singular El día de la bestia.

| Any  | Guanyador               | Pel·lícula                        | Notes  |
| ---- | ----------------------- | --------------------------------- | ------ |
| 1990 | No es va convocar       |                                   | [ 47 ] |
| 1991 | Gonzalo Suárez          | Don Juan en los infiernos         | [ 48 ] |
| 1992 | Imanol Uribe            | La luna negra                     | [ 49 ] |
| 1993 | Fernando Trueba         | Belle Époque                      | [ 50 ] |
| 1994 | Luis García Berlanga    | Todos a la cárcel                 | [ 51 ] |
| 1995 | José Luis Garci         | Canción de cuna                   | [ 52 ] |
| 1996 | Álex de la Iglesia      | El día de la bestia               | [ 53 ] |
| 1997 | Gracia Querejeta        | El último viaje de Robert Rylands | [ 54 ] |
| 1998 | Montxo Armendáriz       | Secretos del corazón              | [ 55 ] |
| 1999 | Fernando León de Aranoa | Barrio                            | [ 56 ] |

## Anys 2000

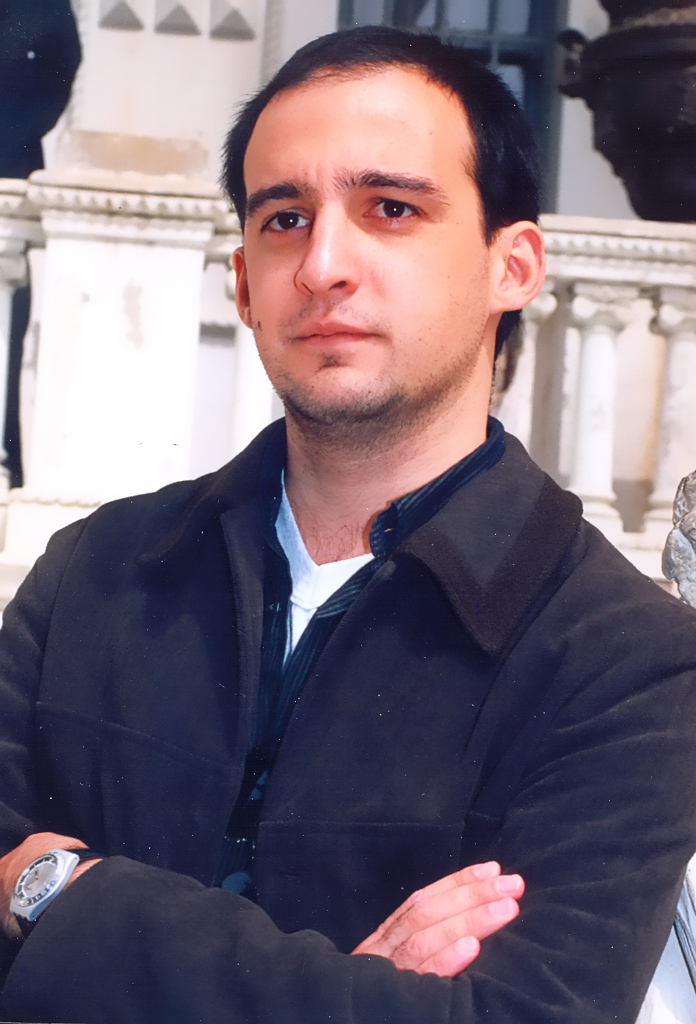
Amenábar va aconseguir la seva primera medalla por la internacional Los otros.

| Any  | Guanyador               | pel·lícula                      | Finalistes                                               | Notes         |
| ---- | ----------------------- | ------------------------------- | -------------------------------------------------------- | ------------- |
| 2000 | Benito Zambrano         | Solas                           |                                                          | [ 57 ]        |
| 2001 | José Luis Garci         | You're the One                  |                                                          | [ 58 ]        |
| 2002 | Alejandro Amenábar      | Los otros                       |                                                          | [ 59 ]        |
| 2003 | Fernando León de Aranoa | Los lunes al sol                |                                                          | [ 60 ]        |
| 2004 | Icíar Bollaín           | Te doy mis ojos                 | Isabel Coixet David Trueba Enrique Urbizu                | [ 61 ] [ 62 ] |
| 2005 | Gracia Querejeta        | Héctor                          | Alejandro Amenábar Carlos Saura José Luis Garci          | [ 63 ]        |
| 2006 | Isabel Coixet           | La vida secreta de las palabras | Fernando León de Aranoa Mercedes Álvarez Benito Zambrano | [ 64 ]        |
| 2007 | Pedro Almodóvar         | Volver                          | Guillermo del Toro Jorge Sánchez-Cabezudo Cesc Gay       | [ 65 ]        |
| 2008 | Jaime Rosales           | La soledat                      | Icíar Bollaín Gracia Querejeta Juan Antonio Bayona       | [ 66 ]        |
| 2009 | Max Lemcke              | Casual Day                      | José Luis Garci Mario Camus Agustín Díaz Yanes           | [ 67 ]        |

## Anys 2010

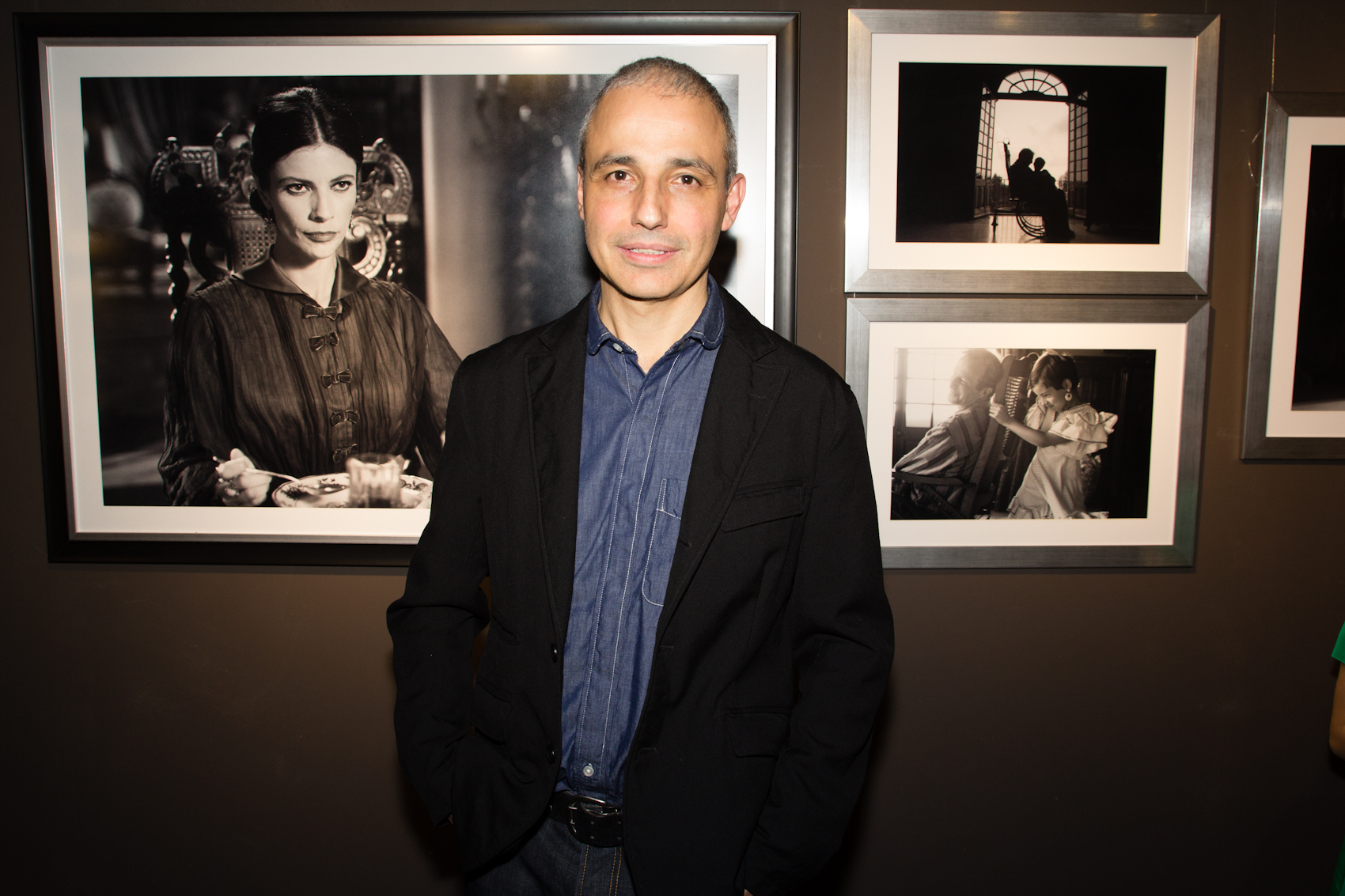
Pablo Berger aconseguí la medalla amb Blancaneu.

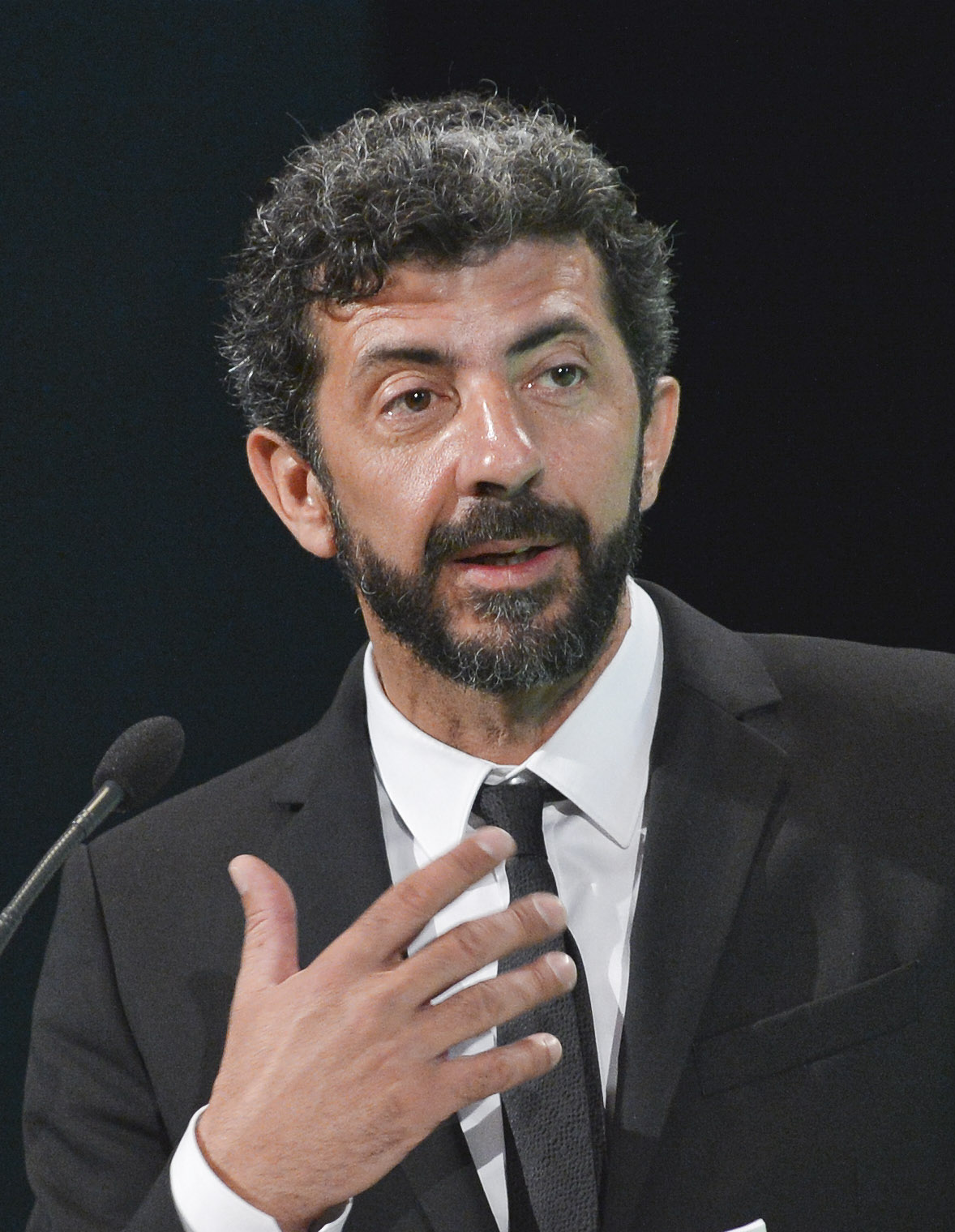
Alberto Rodríguez aconseguí dues medalles per La isla mínima i El hombre de las mil caras.

| Any  | Guanyador            | Pel·lícula                     | Finalistes                                                               | Notes         |
| ---- | -------------------- | ------------------------------ | ------------------------------------------------------------------------ | ------------- |
| 2010 | Daniel Monzón        | Celda 211                      | Juan José Campanella Alejandro Amenábar Fernando Trueba                  | [ 68 ]        |
| 2011 | Icíar Bollaín        | También la lluvia              | Rodrigo Cortés Gustavo Ron Alejandro González Iñárritu                   | [ 69 ]        |
| 2012 | Enrique Urbizu       | No habrá paz para los malvados | Mateo Gil Montxo Armendáriz Kike Maíllo Woody Allen                      | [ 70 ]        |
| 2013 | Pablo Berger         | Blancaneu                      | Juan Antonio Bayona Fernando Trueba Alberto Rodríguez                    | [ 71 ] [ 72 ] |
| 2014 | Manuel Martín Cuenca | Caníbal                        | Gracia Querejeta David Trueba Eugenio Mira                               | [ 73 ] [ 74 ] |
| 2015 | Alberto Rodríguez    | La isla mínima                 | Daniel Monzón Carlos Vermut Damián Szifron                               | [ 75 ] [ 76 ] |
| 2016 | Cesc Gay             | Truman                         | Fernando León de Aranoa Paula Ortiz Álvarez Julio Medem                  | [ 77 ] [ 78 ] |
| 2017 | Alberto Rodríguez    | El hombre de las mil caras     | Pedro Almodóvar Rodrigo Sorogoyen Icíar Bollaín                          | [ 79 ] [ 80 ] |
| 2018 | Isabel Coixet        | La llibreria                   | Manuel Martín Cuenca Álex de la Iglesia Aitor Arregi Galdos i Jon Garaño | [ 81 ] [ 82 ] |
| 2019 | Rodrigo Sorogoyen    | El reino                       | Javier Fesser Asghar Farhadi Carlos Vermut                               | [ 83 ] [ 84 ] |

## Anys 2020
| Any  | Guanyador         | Pel·lícula            | Finalistes                                                                                      | Notes         |
| ---- | ----------------- | --------------------- | ----------------------------------------------------------------------------------------------- | ------------- |
| 2020 | Pedro Almodóvar   | Dolor y gloria        | Alejandro Amenábar Jon Garaño, Aitor Arregi i Jose Mari Goenaga José Luis Garci Benito Zambrano | [ 85 ] [ 86 ] |
| 2021 | Icíar Bollaín     | La boda de Rosa       | Gracia Querejeta Salvador Calvo David Ilundain                                                  | [ 87 ] [ 88 ] |
| 2022 | Rodrigo Cortés    | L'amor en el seu lloc | Icíar Bollaín Fernando León de Aranoa Manuel Martín Cuenca Pedro Almodóvar                      | [ 89 ] [ 90 ] |
| 2023 | Rodrigo Sorogoyen | As bestas             | Carla Simón Pilar Palomero Carlos Vermut                                                        | [ 91 ] [ 92 ] |